# 南河沿大街
39°54′42″N 116°24′25″E / 39.9116481°N 116.406834°E
南河沿大街是位于中国北京市东城区西部的一条大街。

## 简介
南河沿大街北起北河沿大街南端，南到东长安街。南河沿的河指御河，又名玉河，是元朝郭守敬开辟的通惠河故道。1949年后，改为涵洞，其上建沥青路，但河沿之名一直未变。
南河沿大街两旁的古迹很多。明朝，御河以西为宫苑区，相对于西苑的中南海被称为“东苑”，又称“南城”、“小南城”、“南内”，其中建有重华宫、宜春宫、崇质殿等等。土木之变后，明英宗回到北京，被其弟明代宗囚禁在南城。此地原来树木很多，明英宗常在树下靠着树休息。一次，明代宗登楼眺望，说怎么看不清南城，乃派人将南城的树全部砍光。这可以更好地监视明英宗。明英宗复辟后，重修了他原来居住的地方。
清朝顺治八年（1651年），南河沿南口路西兴建了普胜寺，作为喇嘛恼木汗的驻地。后来，因寺内住持有一石姓蒙古人，故俗名“石达子庙”。民国五年（1916年），蔡元培、詹天佑、顾维钧等人集资买下了普胜寺，进行修整后，成为欧美同学会的所在地。